# 小崎道雄 (牧師)

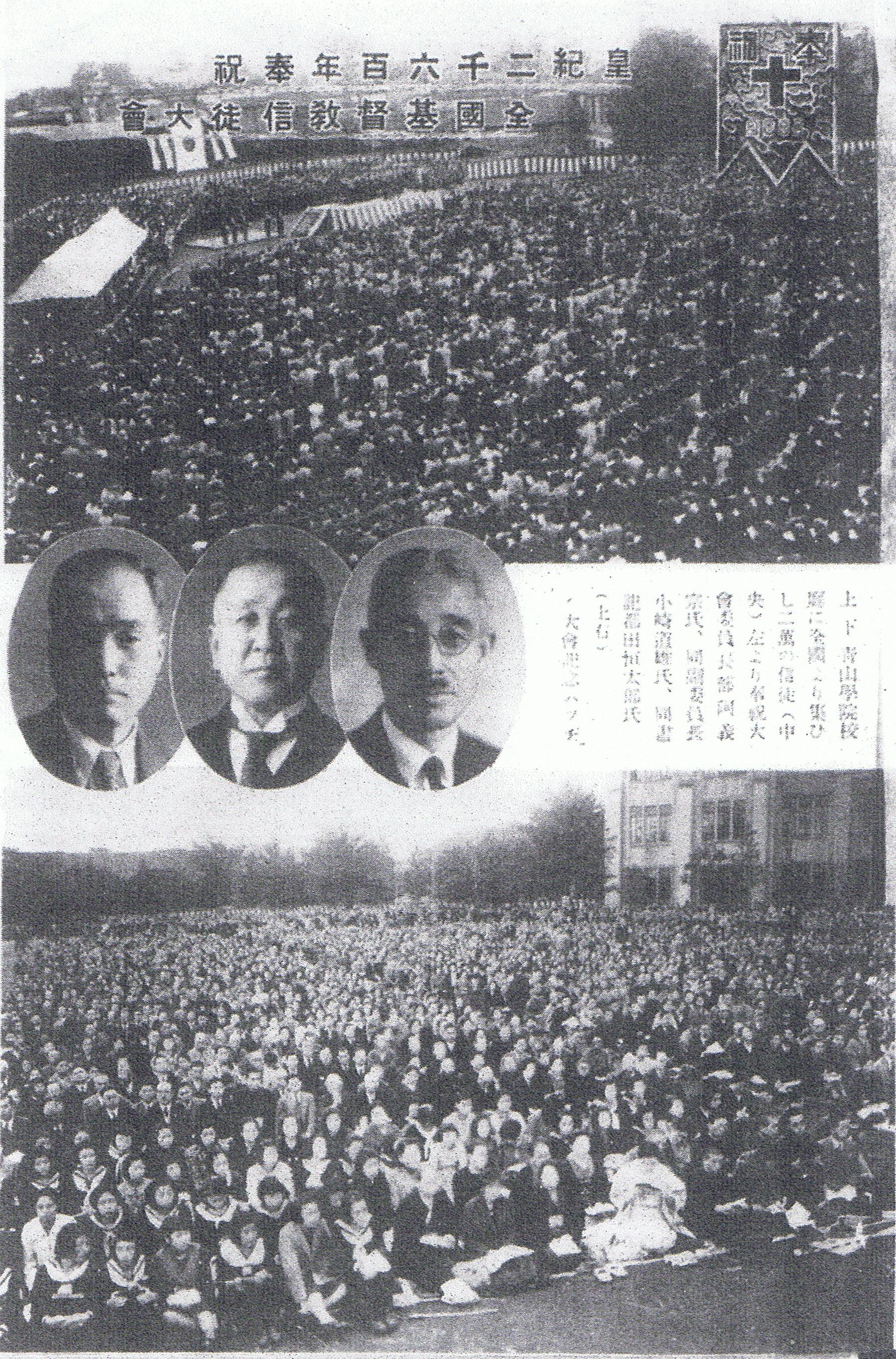
皇紀二千六百年奉祝全国基督教信徒大会副委員長（写真中央）

小崎 道雄（こざき みちお、1888年（明治21年）11月16日 - 1973年（昭和48年）6月18日）は、日本基督教団牧師、神学者。エキュメニカル運動の指導者。

## 生涯
日本組合基督教会の指導者である小崎弘道の長男として東京府で生まれ、1889年、幼児洗礼を新島襄から受ける。麻布中学校、第八高等学校を卒業の後、1912年に渡米してまずオベリン大学で学び、コロンビア大学では国際法と社会学を、イェール大学では神学を学んだ。卒業・帰国後、1922年から1961年まで霊南坂教会牧師を務める傍ら、様々な要職をも長期間務めた。日本組合基督教会霊南坂教会の伝道師、1924年に按手礼を受けて副牧師、1931年に主任牧師。
日本基督教連盟のエキュメニカル運動を指導し、皇紀二千六百年奉祝全国基督教信徒大会の副委員長を務めた。式辞では、この会は、天佑を保有し給う万世一系の天皇の御稜威と、尊厳無比の国体に基づくものであり、この聖代に生を受けたことは感激に堪えない。日本のキリスト教が宣教わずか70年にして今日の進歩を見るに至ったのは、信教の自由を保障したまいし明治天皇の恩による。東亜における指導者として責任を大きさを痛感し、この大使命を全うする為に人力の限りを尽くすのみならず、神に対する信仰を盛んならしめねばならぬと信じる、と述べた。
また、太平洋戦争（大東亜戦争）直前の、1941年4月20日-4月25日に南カリフォルニアリバーサイドで開催された、リバーサイド日米キリスト者会議に、遣米平和使節団として派遣され、阿部義宗、賀川豊彦、河井道子、斉藤惣一ともに、教会合同運動と国民儀礼である神社参拝について説明する。また、ここで平和使節団は、創立予定の日本基督教団の成立が日本政府の圧力によるものではなく、自発的にアメリカの母教会から独立教会になることを説明し、「アメリカ教会への感謝状」を送った。
1941年に日本基督教団統理者代行、出版局長、東亜局長となった。1946年に富田満統理の後任として、戦後初代の日本基督教団総会議長となり、1954年まで務めた。1948年に日本基督教連盟の後継組織として発足した、日本基督教協議会 (NCC) の初代議長となり、戦後もエキュメニカル運動を指導した。1948年の世界教会協議会（WCC）発足時に日本代表として出席し、日本基督教団の戦争中の活躍について説明を行った。アムステルダムで開かれた世界教会協議会の会議で中央委員に選出され、13年間務めた。
1950年（昭和25年）に初代学校法人横須賀学院理事長となり、10年間務めた。
温厚な人柄であったとされる。ビキニ環礁での核実験に反対するなど、国際的な活動も行っている。1961年には霊南坂教会の名誉牧師となった。
脳軟化症のため、1973年に死去。墓所は青山霊園で、多磨霊園にも分骨されている。

## 主な経歴
- 1941年-1946年、日本基督教団統理者代行
- 1946年-1954年、日本基督教団総会議長
- 1948年-1959年、日本キリスト教協議会議長
- 1954年-1973年、桜美林学園第2代理事長